# Business as Usual (EPMD)
Business as Usual è il terzo album del duo hip hop statunitense EPMD. L'album non ha ottenuto lo stesso successo dei primi due album del gruppo, ma non lo si può considerare neanche un fallimento. È il primo album del duo distribuito dalla Def Jam. L'album ha ottenuto il disco d'oro il 7 maggio del 1991 dalla RIAA.
AllMusic gli assegna tre stelle su cinque.

## Tracce
1. I'm Mad – 3:41
2. Hardcore – 4:31
3. Rampage – 3:51
4. Manslaughter – 4:38
5. Jane 3 – 2:36
6. For My People – 3:03
7. Mr. Bozack – 2:45
8. Gold Digger – 5:11
9. Give the People – 3:36
10. Rap Is Outta Control – 3:09
11. Brothers on My Jock – 4:07
12. Underground – 3:30
13. Hit Squad Heist – 3:34
14. Funky Piano – 4:26

## Samples
- "I'm Mad"
  - "The Payback(Intro)" di James Brown
  - "Let's Take it to the Stage" di Funkadelic
  - "Laid It" di The Ohio Players
  - "Paul Revere" di Beastie Boys
  - "Fame" di David Bowie
  - "Strictly Business" di EPMD
- "Hardcore"
  - "Don't Worry If There's A Hell Below(We're All Going to Go)" di Curtis Mayfield
  - "Pride and Vanity" di The Ohio Players
  - "So Wat Cha Sayin'" di EPMD
  - "Strictly Snappin Necks di EPMD
- "Rampage"
  - "Still Good-Still Like It" di B.T. Express
  - "Tramp" di Lowell Fusion
  - "Lord of the Golden Baboon" di Mandrill
  - "The Symphony" 'di Marley Marl
- "Manslaughter"
  - "Strange Games & Things" di Love Unlimited Orchestra
  - "Strictly Snappin' Necks" di EPMD
- "Jane 3"
  - "Get on the Good Foot" di James Brown
  - "Papa Was Too" di Joe Tex
- "For My People"
  - "You Can't Love Me If You Don't Respect Me" di Lyn Collins
- "Mr. Bozack"
  - "Synthetic Substitution" di Melvin Bliss
  - "Take Some...Leave Some" di James Brown
- "Gold Digger"
  - "It's A New Day" di James Brown
  - "Think(About It)" di Lyn Collins
  - "My Thang" di James Brown
  - "(Not Just) Knee Deep" di Funkadelic
  - "Fly Girl" di Boogie Boys
- "Give The People"
  - "Schoolboy Crush" di Average White Band
  - "Give the People What They Want" di The O'Jays
  - "Fight the Power" di Public Enemy
- "Rap Is Outta Control"
  - "I Bet You" di Funkadelic
- "Brothers on My Jock"
  - "I'm Black and I'm Proud" di James Brown
  - "Nautilus" di Bob James
  - "So Wat Cha Sayin" di EPMD
- "Underground"
  - "Keep on Truckin'" di Eddie Kendricks
  - "Funky Man" di Kool & The Gang
  - "Hydra" di Grover Washington, Jr.
- "Hit Squad Heist"
  - "Hot Pants" di James Brown
  - "Fly Like An Eagle" di Steve Miller Band
- "Funky Piano"
  - "Internationally Known" di Grandmaster Flash & The Furious Five
  - "I'll Play the Blues for You" di Albert King
  - "Please Listen to My Demo" di EPMD
  - "So Wat Cha Sayin" di EPMD
  - "Pump Me Up" di Trouble Funk
  - "La Di Da Di di Doug E. Fresh & Slick Rick
  - "Jam-Master Jay" di Run-D.M.C.
  - "Timebomb" di Public Enemy

## Classifiche
| Anno | Album             | Chart positions | Chart positions        | Chart positions |
| Anno | Album             | Billboard 200   | Top R&B/Hip Hop Albums |                 |
| 1990 | Business as Usual | #36             | #1                     |                 |

## Singoli
| Anno | Canzone           | Chart positions                  | Chart positions |                                    |
| Anno | Canzone           | Hot R&B/Hip-Hop Singles & Tracks | Hot Rap Singles | Hot Dance Music/Maxi-Singles Sales |
| 1990 | "Gold Digger"     | #14                              | #1              | #24                                |
| 1991 | "Rampage"         | #30                              | #2              | -                                  |
| 1991 | "Give the People" | -                                | #28             | -                                  |